# 龍宮郡
龍宮郡（ヨングンぐん、용궁군）は、韓国慶尚北道醴泉郡龍宮面・知保面・豊壌面と開浦面の一部を管轄した醴泉郡西部の前身である。1895年に郡に昇格されたが、1914年に醴泉郡に統合され廃止された。

## 歴史
- 新羅時代 - 竺山県と称した。
- 高麗時代初め - 龍州と呼ばれた。
- 1012年 - 龍宮県と称した。
- 1895年 - 安東府龍宮郡。
- 1896年 - 慶尚北道龍宮郡。
- 1914年 - 醴泉郡と統合、廃止。（西面は聞慶郡に、申下面は義城郡にそれぞれ編入）

## 1914年以降
| 朝鮮総督府令第111号                                                                           |            |            |                                                        |
| 旧行政区画                                                                                    | 新行政区画 | 新行政区画 | 新行政区画                                             |
| 旧邑面                                                                                        | 醴泉郡     | 龍宮面     | 대은리、무이리、무지리、산택리、향석리                 |
| 新邑面                                                                                        | 醴泉郡     | 龍宮面     | 가야리、금남리、덕계리、송암리、월오리、읍부리         |
| 南上面                                                                                        | 醴泉郡     | 豊壌面     | 삼강리、오지리、청운리、하풍리、흥천리                 |
| 南下面                                                                                        | 醴泉郡     | 豊壌面     | 우망리、청곡리、흔효리                                 |
| 内上面                                                                                        | 醴泉郡     | 知保面     | 마산리、만화리、상월리、송평리、수월리、어신리         |
| 内下面                                                                                        | 醴泉郡     | 知保面     | 도장리、마전리、매창리、소화리、지보리                 |
| 申上面                                                                                        | 醴泉郡     | 知保面     | 대죽리、도화리、신풍리、암천리                         |
| 申下面신수동、청호동/도호동/부수동、모소동/신기동/오호동/목리동/월곡동                        | 義城郡     | 新平面     | 신수동、쌍호동、월소동                                 |
| 北上面                                                                                        | 醴泉郡     | 開浦面     | 가곡리、갈마리、신음리、입암리、장송리、풍정리、황산리 |
| 西面금양리/무림리、달지리/대율리/삼인리、말응리、율곡리、이목리、오룡리/분상리、왕태리/정자리 | 聞慶郡     | 永順面     | 금림리、달지리、말응리、율곡리、이목리、오룡리、왕태리 |
- 龍宮面は旧邑面、新邑面が合併し、郡名を取って龍宮面となった。
- 知保面は内下面・内上面・申上面を合併して高麗時代の知保駅から地名を取り、知保面とした。
- 豊壌面は南上面・南下面および比安郡県西面と合併して豊壌面となった。